# Poprzez noc
Poprzez noc – amerykański komediodramat z 1941 roku w reżyserii Vincenta Shermana.

## Fabuła
Gloves Donahue próbując wyjaśnić śmierć człowieka trafia na trop nazistowskiego gangu.

## Obsada
- Humphrey Bogart - Alfred "Gloves" Donahue
- Conrad Veidt - Ebbing
- Kaaren Verne - Leda Hamilton
- Jane Darwell - Mrs. Donahue
- Frank McHugh - Barney
- Peter Lorre - Pepi